# Dęby Młocińskie
Zespół przyrodniczo-krajobrazowy „Dęby Młocińskie” – teren zieleni o powierzchni 9,26 ha, znajdujący się na terenie warszawskiej dzielnicy Bielany w rejonie Młociny.

## Opis
Został ustanowiony rozporządzeniem wojewody mazowieckiego z dnia 1 lipca 2002. Szczególnym celem ochrony jest zachowanie fragmentów krajobrazu naturalnego i kulturowego, w szczególności drzewostanu z udziałem pomnikowych rozmiarów dębów szypułkowych oraz stanowisk turzycy drżączkowatej, a także znajdującego się tam miejsca pamięci z czasów II wojny światowej.
Zespół stanowi pozostałość dawnych Lasów Młocińskich należących do starosty warszawskiego. W XVIII wieku stanowił własność Henryka Brühla, który założył tam bażantarnię i zwierzyniec. Pułkownik carski sprzed I wojny światowej, będący ostatnim właścicielem tego obszaru, założył park. Pozostałością potwierdzająca ten fakt są dwie aleje - grabowa oraz kasztanowcowa. 
Od lat 50. XX wieku teren ochronny w większości należał do Huty Warszawa (od 2005 roku własność spółki ArcelorMittal). W grudniu 2018 nieruchomość została sprzedana przez spółkę m.st. Warszawie. Teren zespołu ma stać się terenem leśnym zarządzany przez Lasy Miejskie.
We wschodniej części zespołu, przy ul. Michaliny, znajduje się upamiętnienie żołnierzy Armii Krajowej poległych podczas ataku na lotnisko bielańskie podczas powstania warszawskiego w sierpniu 1944.
W 2019 roku włodarze stolicy odkupili prawa do działki znajdującej się w rejonie ulic Encyklopedycznej oraz Michaliny, dlatego też Warszawa wzbogaciła się o kolejny fragment leśny. Dębami Młocińskimi zajmują się Lasy Miejskie - Warszawy. Teren ten musiał zostać należycie przygotowany, aby pełnił funkcje przyrodniczo-krajobrazowe, dlatego też pracownicy Lasów Miejskich, przeprowadzili działania porządkowe i pielęgnacyjne. Po przeprowadzonych zabiegach las zyskał status ogólnodostępnego.  